# Araiz

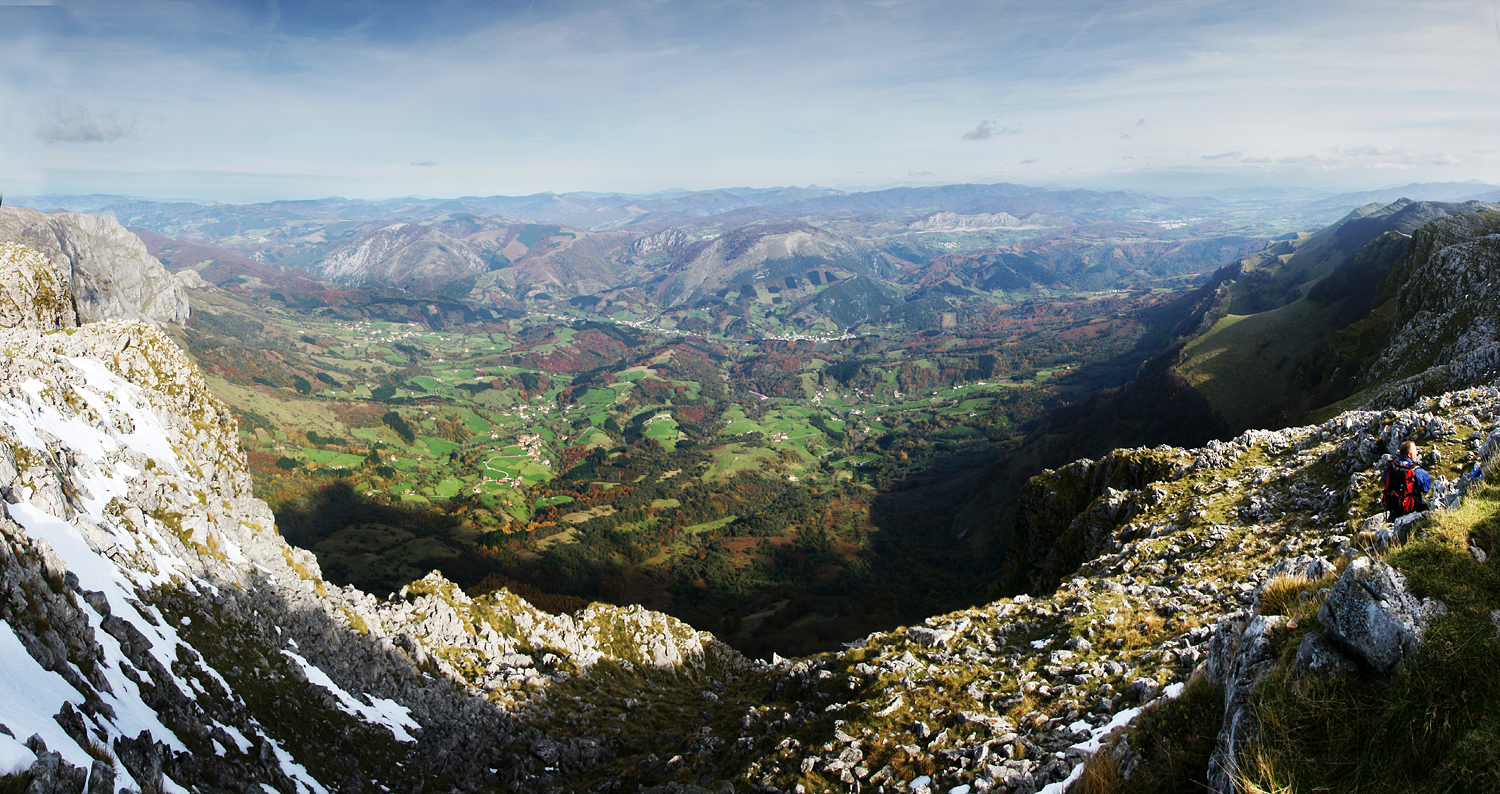
Vista del valle de Araiz desde la sierra de Aralar

Araiz —más comúnmente Valle de Araiz— (oficialmente en euskera: Araitz) es un municipio español de la Comunidad Foral de Navarra, situado en la merindad de Pamplona, en la comarca de Norte de Aralar y a 45 km de la capital de la comunidad, Pamplona. 
El municipio está compuesto por 5 concejos: Azcárate, Gaínza, Inza, Uztegui y Arriba-Atallo, este último formado por los lugares habitados de Atallo y Arriba donde se encuentra la capital. Su población en 2024 fue de 520 habitantes (INE).

## Toponimia
Araiz es un topónimo que se ha solido relacionar con las palabras en euskera haitz (roca, peña), haritz (roble) o haran (valle), existiendo diversas interpretaciones del significado etimológico del mismo. 
Julio Caro Baroja en su obra Materiales para una historia de la lengua vasca en su relación con la latina dejó escrito lo siguiente sobre el nombre del valle de Araiz, presentando un origen etimológico muy diferente: 

Pero lo que más puede interesarnos son los epígrafes que contienen nombres con un solo elemento, de aire no romano muchas veces y los patronímicos. En Contrasta, por ejemplo, nos encontramos memoria de Araica Arai f(ilia). Araica es hija de Araius; el hijo sería Araicus siguiendo el mismo sistema, como lo apoya otra inscripción del mismo lugar que habla de Caricus Cari f(ilius). La propiedad de Araicus (recuérdese el nombre de Araico propio de un pueblo del condado de Treviño), por ejemplo, un campo, podría llamarse ager Araici: y aquí ya estamos ante la base originaria del nombre del valle de Araiz. Con Araico y Araiz está en relación el nombre del pueblo de Araya y acaso los de Araoz y Aragüés.

El gentilicio es araiztarra, aplicable tanto al masculino como al femenino.

## Símbolos

### Escudo
El escudo de armas de la valle de Araiz tiene el siguiente blasón:

Trae de plata y un águila de sable explayada, cortado de oro con un jabalí de sable andante, partido a su vez de pules y un ciervo en su color natural. Por timbre un yelmo empenachado.

## Historia
El Valle de Araiz entra en la historia en 1268 cuando se le menciona por primera vez en un documento escrito bajo la denominación de Araitz. Desde que en 1200 Castilla se anexionara Guipúzcoa, Araiz pasó a ser un territorio fronterizo entre los dos reinos y por tanto sujeto a frecuentes convulsiones. 
Las frecuentes incursiones armadas de banderizos guipuzcoanos en Navarra y viceversa hicieron que esta zona fuera conocida como la "frontera de malhechores". Esta situación se mantuvo hasta la Conquista de Navarra en el XVI por parte de Castilla, aunque las rencillas fronterizas no desaparecieron hasta mucho más tarde, ya que Navarra siguió siendo un virreinato tras la conquista y por tanto siguió existiendo una frontera en cierto modo hasta el siglo XIX. 
Aunque Araiz era un valle de realengo, en el siglo XVI estaba dominado por los señores del palacio de Andueza (situado en Atallo), cuya casa tenía adscrita los cargos de alcalde permanente del valle y un asiento en las Cortes de Navarra. Los Andueza poseían también la capitanía del valle, lo que les permitía hacer levas forzosas entre los araiztarras y comandarlas en situaciones de emergencia para defender la frontera. Los Andueza eran beaumonteses y en 1512 Johan Martínez de Andueza prestó una ayuda importante al Conde de Lerín y al ejército castellano al llevar a 400 araiztarras a combatir en la toma de Pamplona. Luego siguió ofreciéndoles su ayuda hasta que se completó la Conquista de Navarra por parte de los castellanos. Como capitán del palacio sucedió a Johan Martínez de Andueza, Pedro de Lodosa, casado con la hija de este. Pedro de Lodosa y su hijo Fermín de Lodosa y Andueza, que llegó a ser miembro del consejo del rey y tesorero general de Navarra dominaron la vida del valle a lo largo del siglo XVI y tuvieron numerosas disputadas con los distintos pueblos del valle de Araiz, a consecuencia del abuso que ejercían sobre el pueblo.
En 1574 Fermín de Lodosa tuvo un serio pleito con los habitantes de Arriba a cuenta del asiento que ocupaba en la iglesia de San Miguel de Arriba que acabó en los tribunales, pero sin lugar a dudas el hecho más grave que sucedió en el valle durante su gobierno fue el proceso de brujería en Inza de 1595 instigado por él contra vecinos de aquel pueblo. Casi una treintena de vecinos del valle fueron acusados de brujería y detenidos, muriendo 2 hombres y 10 mujeres en la cárcel de Pamplona, antes de que se celebrara el juicio. En el juicio todos fueron declarados inocentes salvo un músico que fue condenado a 100 azotes y a 6 años de destierro. El caso de brujería de Inza fue la base argumental de la película Akelarre, que el director de cine Pedro Olea filmó en 1983 en el propio valle donde habían transcurrido los hechos casi 4 siglos antes. Este rodaje causó un gran revuelo en Araiz.
En 1630 el valle de Araiz compró al rey la jurisdicción civil y mediana por 500 ducados logrando por fin librarse del poder político de los Andueza. Hasta finales del siglo XVII componían el valle 7 lugares (Arriba, Atallo, Azcárate, Betelu, Gainza, Inza y Uztegui). Sin embargo, en 1694,  Betelu, consiguió la independencia administrativa tras pagar 500 ducados a la Corona y se convirtió en una villa independiente. El resto de lugares se opusieron a la independencia de Betelu, pero no pudieron hacer nada para evitarlo.
Los 6 lugares que siguieron formando parte del valle tenían cada uno su propia parroquia. Ninguno de los pueblos ejercía una capitalidad como tal, aunque Arriba era el lugar donde se reunían las juntas de diputados y este acabaría siendo la capital del municipio. El valle era gobernado por un alcalde ordinario que era elegido alternativamente por cada uno de los lugares.
Otro de los hechos destacables de la historia de Araiz se produjo en septiembre de 1714, cuando un gigantesco corrimiento de tierra destruyó el pueblo de Inza.  Las fuertes lluvias producidas en los meses de agosto y septiembre de ese año  provocaron que una lengua de tierra de más de medio millón de metros cúbicos se desprendiera del paraje llamado Maiku Sasi, al pie de las Malloas. La lengua de tierra avanzó lentamente durante casi kilómetro y medio arrasando todo a su paso y destruyendo todo aquello que se encontraba entre la iglesia y la plaza del pueblo. La lentitud del avance del corrimiento evitó víctimas mortales, pero acabó con el pueblo de Inza tal y como era hasta entonces. Unos 30 caseríos del pueblo, los más apartados, se salvaron de la destrucción. En los años siguientes los vecinos construyeron nuevas casas aprovechando las bordas de ganado que habían quedado intactas, en una nueva ubicación se construyó un nuevo molino, una nueva casa consistorial y en 1725 la nueva iglesia en la que pusieron el antiguo y valioso retablo salvado de la antigua. La actual configuración del pueblo con sus caseríos muy dispersos se debe a estos hechos.
El Valle de Araiz fue zona de paso fundamental en las comunicaciones entre Guipúzcoa y Navarra ya que seguir el curso del valle del Araxes y pasar el puerto de Azpíroz era una de las formas más sencilla de llegar desde Guipúzcoa hasta Pamplona. Este hecho ha marcado la historia del valle ya que le permitió estar en cierto modo al pie de una vía de comunicaciones relativamente importante, pero por otro lado propiciaba el paso de ejércitos y la destrucción que estos causaban. El valle sufrió especialmente estragos en la invasión de los Cien Mil Hijos de San Luis y en las guerras carlistas. 
Con la reforma municipal del siglo XIX, los pueblos de Arriba y Gainza optaron por tener sus propios municipios independientes, mientras que las restantes pueblos siguieron unidos en un municipio común que se denominó Araiz. Sin embargo, para el censo de 1857, tanto Arriba como Gainza se habían extinguido como municipios y se habían reintegrado a Araiz.  
El hecho reciente más importante en la historia del municipio es la puesta en funcionamiento de la Autovía del Leizarán en 1995, que transfirió el intenso tráfico rodado que atravesaba el valle a la nueva autovía. Este hecho mejoró por un lado la calidad de vida de los vecinos, pero por otro dejó al valle olvidado de las principales vías de comunicación y acarreó el cierre de ciertos negocios

## Geografía

Ubicación del municipio de Araiz en Navarra

El valle de Araiz está situada en la parte Nordeste de la Comunidad Foral de Navarra en la Montaña de Navarra. Su término municipal tiene una superficie de km² y limita Limita al norte con los municipios de Lizarza, Oreja y Gaztelu en la provincia de Guipúzcoa y la comunidad autónoma del País Vasco y con el de Areso, al este con los de Larráun y Betelu, al sur con la sierra de Aralar y al oeste con la Comunidad de Amézqueta y Ordicia, Amézqueta y Tolosa.

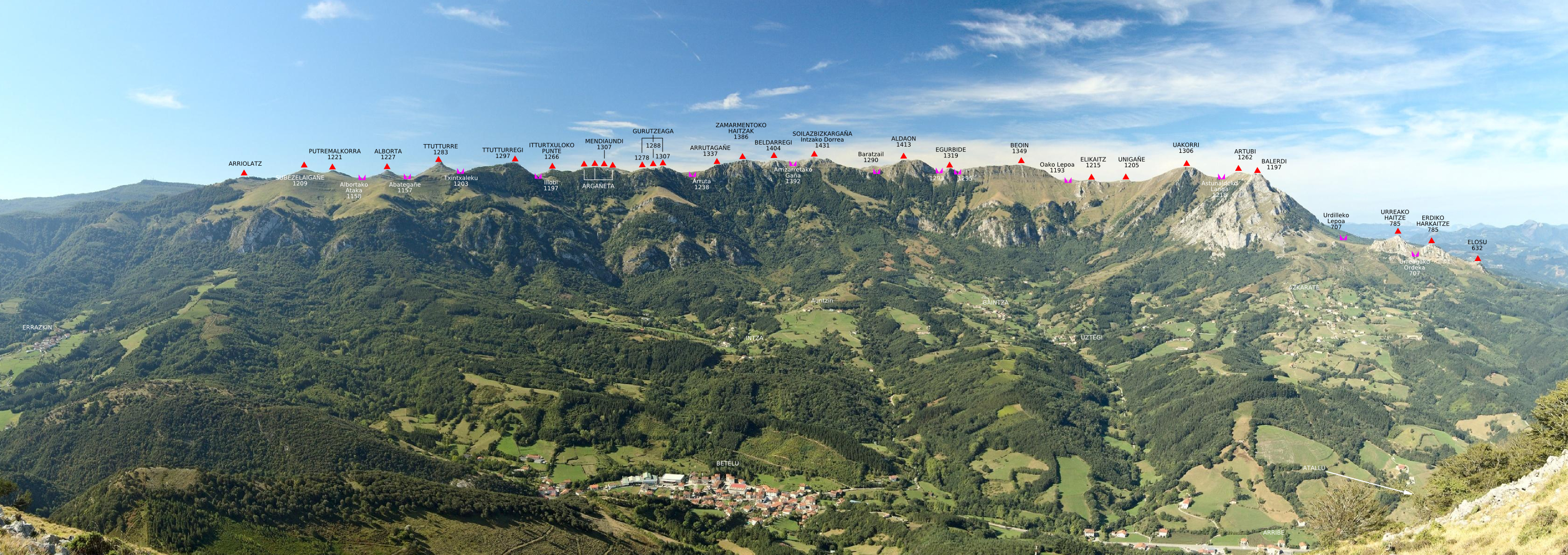
Vista panorámica de las Malloas de Aralar sobre el valle de Araiz y Betelu

## Demografía
Araiz cuenta con una población de 520 habitantes (INE 2024).
| Gráfica de evolución demográfica de Araiz entre 1857 y 2021 |
| |
| Población de derecho según los censos de población del INE Población de hecho según los censos de población del INEEn estos censos se denominaba Araiz: 1860, 1877, 1887, 1897, 1900, 1910, 1920, 1930, 1940, 1950, 1960, 1970 y 1981 Entre el censo de 1857 y el anterior, aparece este municipio porque se fusionan los municipios 315013 (Arriba) y 315036 (Gainza), ambos del Valle de Araiz |

#### Núcleos de población
El municipio se divide en las siguientes entidades de población, según el nomenclátor de población publicado por el INE (Instituto Nacional de Estadística). Los datos de población se refieren a 2014
| Entidad de Población | Población (2014) |
| -------------------- | ---------------- |
| Azcárate             | 93               |
| Gaínza               | 66               |
| Inza                 | 66               |
| Uztegui              | 61               |
| Arriba               | 126              |
| Atallo               | 121              |

## Administración y política

### Gobierno municipal
| Mandato   | Nombre del alcalde       | Partido político |
| --------- | ------------------------ | ---------------- |
| 2007-2011 | Imanol Iriarte Gorostegi | ANV              |
| 2011-     | Lázaro Goikoetxea Beraza | Bildu            |

### Elecciones generales
| Elecciones al Congreso de 2016 en Araiz              | Elecciones al Congreso de 2016 en Araiz | Elecciones al Congreso de 2016 en Araiz |
| Partido político                                     | Votos                                   | Porcentaje                              |
| ---------------------------------------------------- | --------------------------------------- | --------------------------------------- |
| EH Bildu (EH Bildu)                                  | 103                                     | 45,18%                                  |
| Podemos (Podemos)                                    | 73                                      | 32,02%                                  |
| Geroa Bai (GBai)                                     | 28                                      | 12,28%                                  |
| Unión del Pueblo Navarro (UPN)                       | 13                                      | 5,70%                                   |
| Partido Socialista Obrero Español (PSOE)             | 4                                       | 1,75%                                   |
| Ciudadanos-Partido de la Ciudadanía (Cs)             | 2                                       | 0,88%                                   |
| Libertad Navarra-Libertate Nafarra (Ln)              | 1                                       | 0,44%                                   |
| Partido Animalista Contra el Maltrato Animal (PACMA) | 1                                       | 0,44%                                   |

## Personajes célebres
- Miguel Olasagarre, "Dámaso de Inza" (1886-1986):  fraile y escritor en lengua vasca. Fue académico de número de Euskaltzaindia.
- Urko Aristi (1977): periodista y presentador de EITB.[7]